# إلمر إي. جونستون
إلمر إي. جونستون (بالإنجليزية: Elmer E. Johnston) هو سياسي أمريكي، ولد في 22 نوفمبر 1898 في أوكسديل في الولايات المتحدة، وتوفي في 4 ديسمبر 1985 في إيفرت في الولايات المتحدة. حزبياً، نشط في الحزب الجمهوري.